# Cussac (Cantal)
Cussac település Franciaországban, Cantal megyében. Lakosainak száma 120 fő (2022. január 1.). Cussac Cézens, Paulhac, Les Ternes és Neuvéglise-sur-Truyère községekkel határos.

## Népesség
A település népességének változása:
| Lakosok száma | 236  | 175  | 160  | 116  | 134  | 130  | 127  | 121  | 122  | 120  |
|               | 1968 | 1982 | 1990 | 2006 | 2013 | 2015 | 2017 | 2019 | 2020 | 2022 |